# جيوفري كلايس
جيوفري كلايس هو مدرب كرة قدم ولاعب كرة قدم بلجيكي في مركز الدفاع، ولد في 5 أكتوبر 1974 في بروج في بلجيكا. شارك مع منتخب بلجيكا لكرة القدم. أما مع النوادي، فقد لعب مع رويال أندرلخت وسيركل بروج وفاينورد وليرس ونادي ملبورن فيكتوري ونادي موسكرون.

## وصلات خارجية
- جيوفري كلايس على موقع الاتحاد الدولي (مؤرشف)  (الإنجليزية)
- جيوفري كلايس على موقع الاتحاد البلجيكي (الإنجليزية)
- جيوفري كلايس على موقع قاعدة بيانات كرة القدم.إي يو (الإنجليزية)
- جيوفري كلايس على موقع ناشيونال فوتبول تيمز (الإنجليزية)
- جيوفري كلايس على موقع Soccerway.com (الإنجليزية)